# VMFA-122
122ème Escadron de chasseur d'attaque (USMC)
Le Marine Fighter Attack Squadron 122 (ou VMFA-122) est un escadron de chasseur d'attaque F-35 Lightning II. L'escadron, connu sous le nom de "The Flying Leathernecks" (depuis 2016), est basé à la Marine Corps Air Station Yuma en Arizona. L'escadron est sous le commandement du Marine Aircraft Group 13 (MAG-13) et du 3rd Marine Aircraft Wing (3rd MAW). Il est déployé avec le Carrier Air Wing Nine de l'US Navy.

## Mission
Mener des opérations de guerre anti-aérienne et d'appui aérien offensif à l'appui de la Fleet Marine Force à partir de bases avancées, d'aérodromes expéditionnaires et de porte-avions, et mener d'autres opérations aériennes selon les directives.

## Historique

### Seconde guerre mondiale

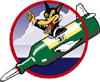
Ecusson du VMF-122 durant la seconde guerre mondiale

Le Marine Fighter Squadron 122 (VMF-122) a été mis en service le 1er mars 1942 au Camp Kearny (en) à San Diego, en Californie. Équipé du F4F Wildcat, l'escadron connu sous le nom de "Candystripers", fit partie de la Cactus Air Force à Henderson Field et opéra également à partir d'Espiritu Santo. En avril 1943, alors qu'il était sous le commandement du major Pappy Boyington, l'escadron passa au F4U Corsair et compta 35½ de perte. Le 16 août 1943 l'escadron rentra à la Marine Corps Air Station Miramar après cette mission de combat. En 1944, l'escadron a été réorganisé et recyclé à Marine Corps Air Station El Centro, Californie.

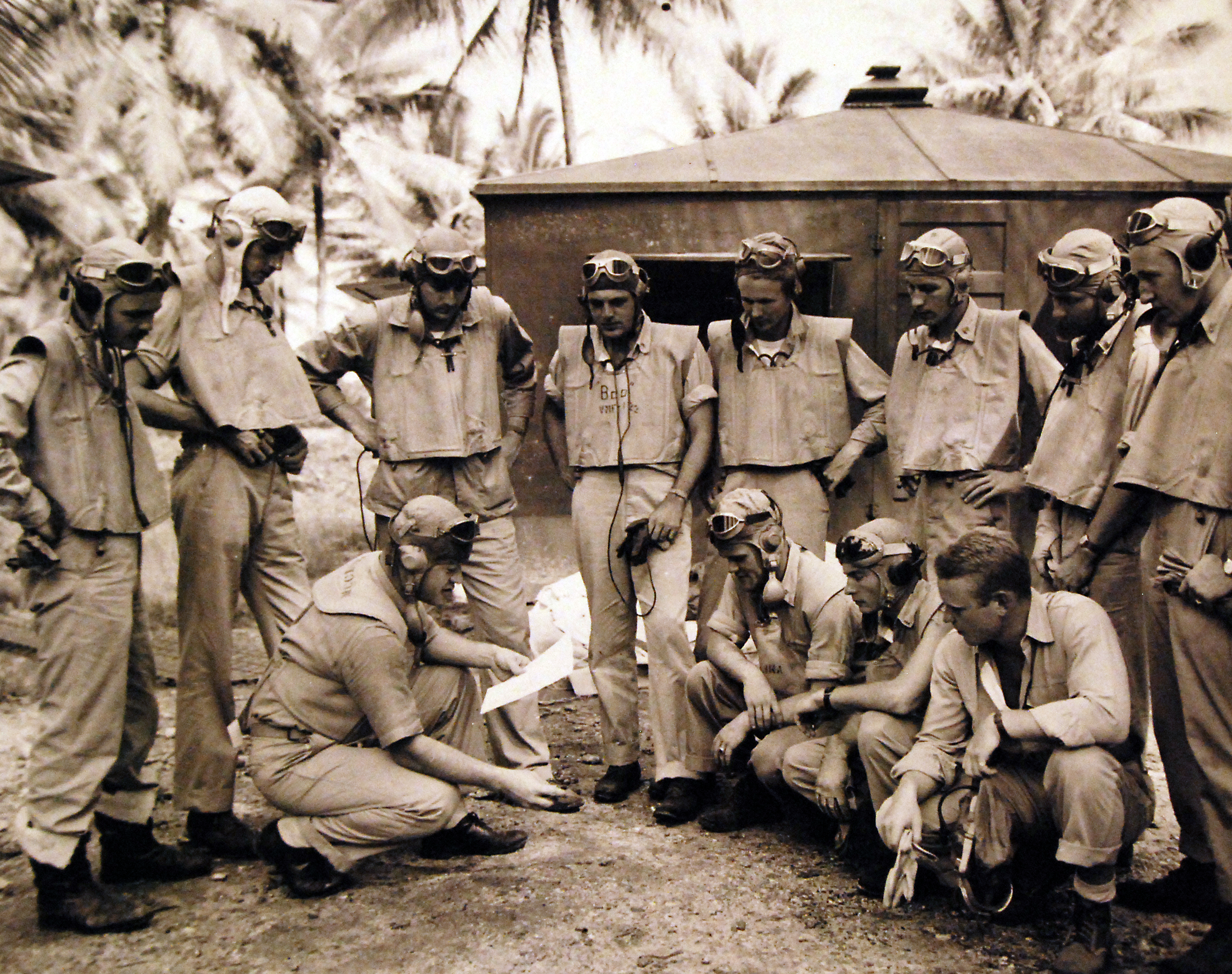
Papy Boyington avec les pilotes du VMF-122

Le VMF-122 s'est embarqué sur le porte-avions d'escorte USS Hollandia (CVE-97) en juillet 1944. À partir d'octobre 1944, l'escadron a opéré à partir d'une piste d'atterrissage sur l'île de Peleliu. Parfois, ils ont fourni un appui aérien rapproché aux Marines pendant la bataille de Peleliu à des distances d'un peu plus de 1.000 mètres de l'endroit de décollage. La capacité des escadrons à fournir du napalm et des roquettes, deux nouveaux systèmes d'armes, a grandement contribué à la destruction des derniers bastions japonais sur l'île. Pendant le reste de la guerre, le VMF-122 est resté sur l'île pour mener des opérations de combat jusqu'en août 1945.
Après la capitulation du Japon, le VMF-122 est rentré chez lui à la Marine Corps Auxiliary Air Station Oak Grove, en Caroline du Nord en janvier 1946.

### Années 1950

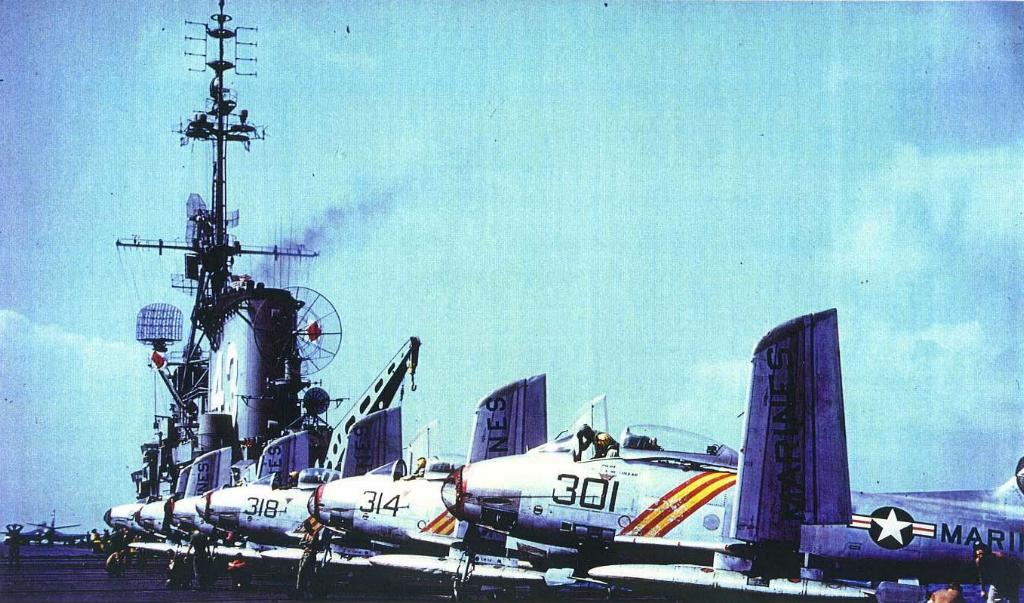
FJ-2 Fury du VMF-122 sur l'USS Coral Sea en 1955

L'escadron a été réactivé en novembre 1947, pilotant le FH Phantom, devenant le premier escadron de marine à utiliser des avions à réaction. Il est la seule équipe de démonstration aérienne connue sous le nom de "Flying Leathernecks". Deux ans après l'escadron de démonstration est dissout en effectuant a transition vers le F2H Banshee. En avril 1951, l'escadron est devenu le premier escadron d'avions à réaction de la Marine à être qualifié de jour comme de nuit. L'escadron est passé au F9F-5 Panther en 1952. En 1954 l'escadron est équipé du FJ Fury effectuant de nombreux petits déploiements à bord de porte-avions divers. L'escadron a déménagé à la Marine Corps Air Station Beaufort en septembre 1957 pour devenir le premier escadron du Marine Corps à piloter le F-8 Crusader. L'escadron est devenu VMF(AW)-122, en 1962, après avoir reçu des F-8E capables de voler par tous les temps. Cette année-là, il est déployé à Key West, en Floride, en tant que patrouille aérienne de combat pendant la crise des missiles de Cuba.

### Guerre du Vietnam

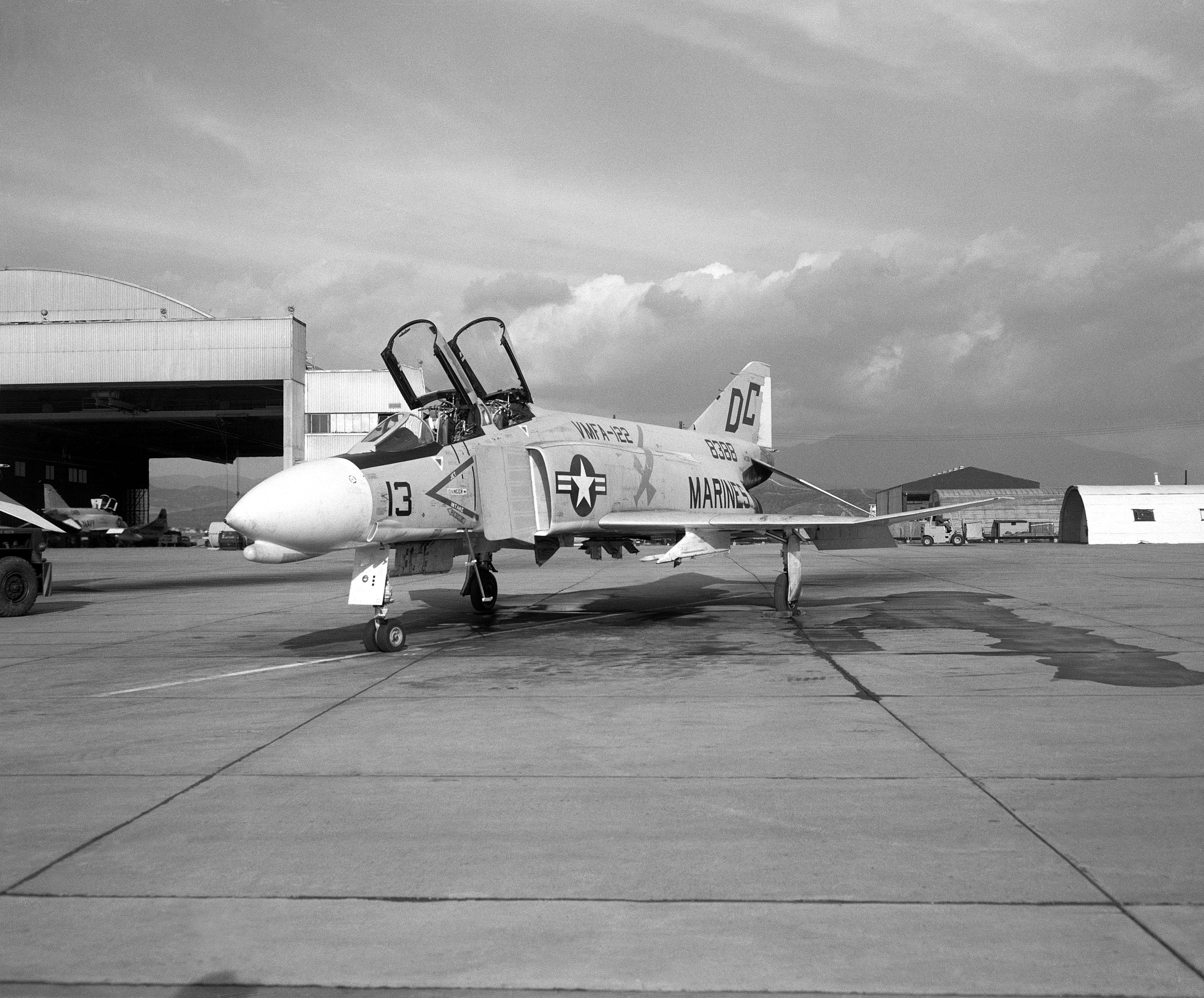
F-4B Phantom du VMFA-122 au MCAS El Toro, 1966

En 1964, le VMF(AW)-122 s'est déployé au Naval Air Facility Atsugi au Japon pendant un an et est retourné au Marine Corps Air Station El Toro en janvier 1965 où l'escadron est passé au F-4B Phantom II et a été renommé VMFA-122. Il se déployé en République du Vietnam en août 1967 et a opéré à partir de la base aérienne de Da Nang. Au cours des cinq mois, l'escadron a effectué 2.540 sorties et livré 4.800 tonnes de munitions. En février 1968, tout en soutenant les Marines pendant la bataille de Khe Sanh, l'escadron a effectué 629 sorties et largué 1.300 tonnes de munitions. Il a effectué une rotation vers la Marine Corps Air Station Iwakuni en septembre 1968 et sont retournés au Vietnam au cours de l'été 1969, opérant cette fois depuis la Chu Lai Air Base (en) (Province de Quảng Nam).

### Des années 1970 aux années 1990

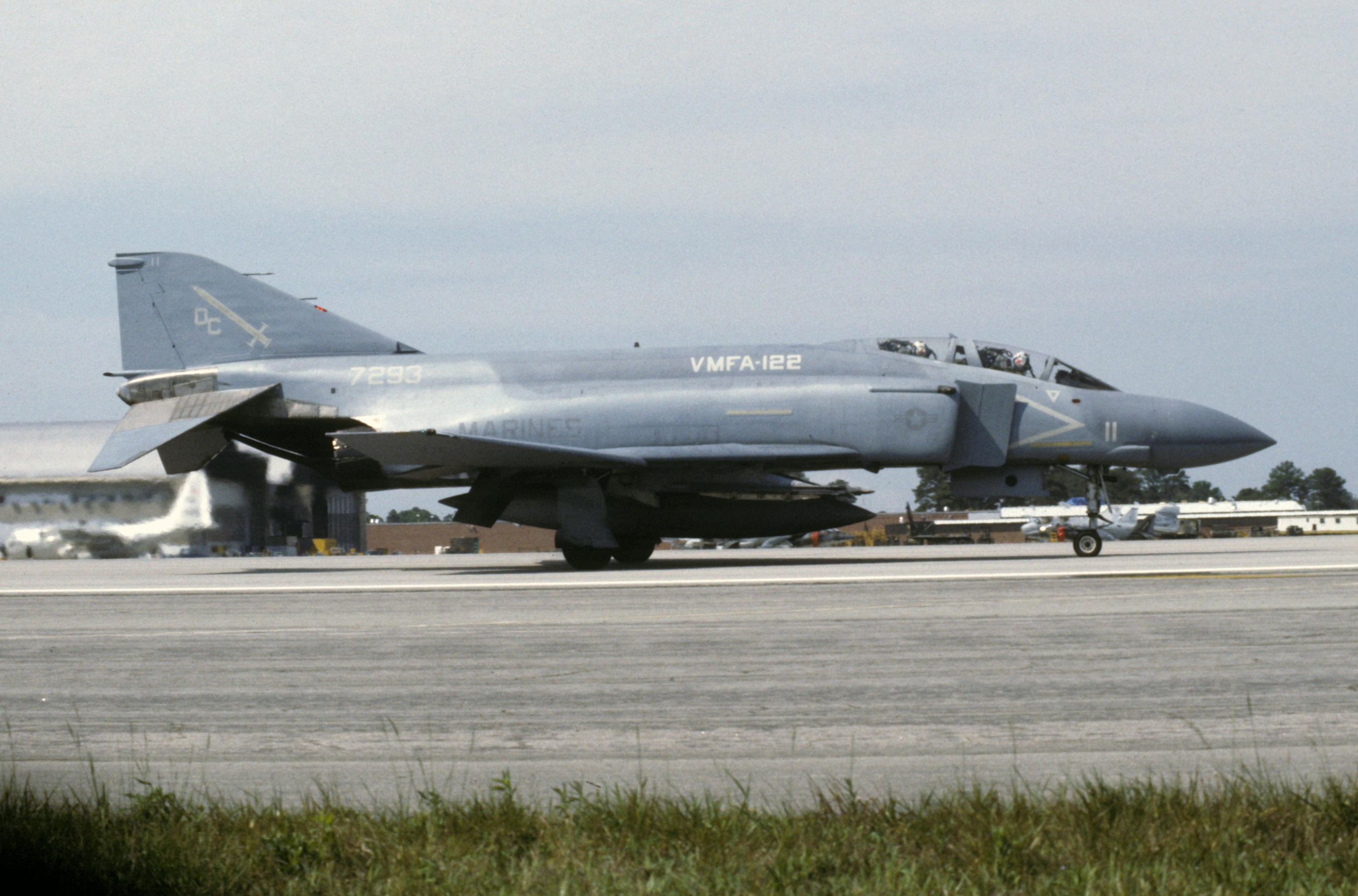
F-4S Phantom II du VMFA-122 au MCAS Cherry Point, 1er juin 1985

Après leur séjour au Vietnam, le VMFA-122 a été affectés au MCAS Kaneohe Bay, à Hawaï en septembre 1970 et ensuite envoyé au MCAS Iwakuni, au Japon, en tant que directive du Comité des chefs d'état-major interarmées pour contrer une offensive nord-vietnamienne contre le sud du Vietnam. L'escadron est retourné à Kaneohe Bay en décembre 1972. Le 14 août 1974, le VMFA-122 a été placé dans un statut de cadre en prévision de devenir le premier escadron de F-14A Tomcat du Marine Corps. Avec la décision de ne pas accepter le Tomcat dans l'inventaire du Marine Corps, le VMFA-122 a été réactivé au MCAS Beaufort, Caroline du Sud et réaménagé avec le F-4J Phantom II en septembre 1975.
Le 22 janvier 1986, l'escadron entame une nouvelle ère avec la réception de son premier F/A-18A Hornet. Tout au long des années 1980 à 2000, le VMFA-122 a effectué plusieurs déploiements de formation en Europe et à travers les États-Unis.

### Guerre mondiale contre le terrorisme

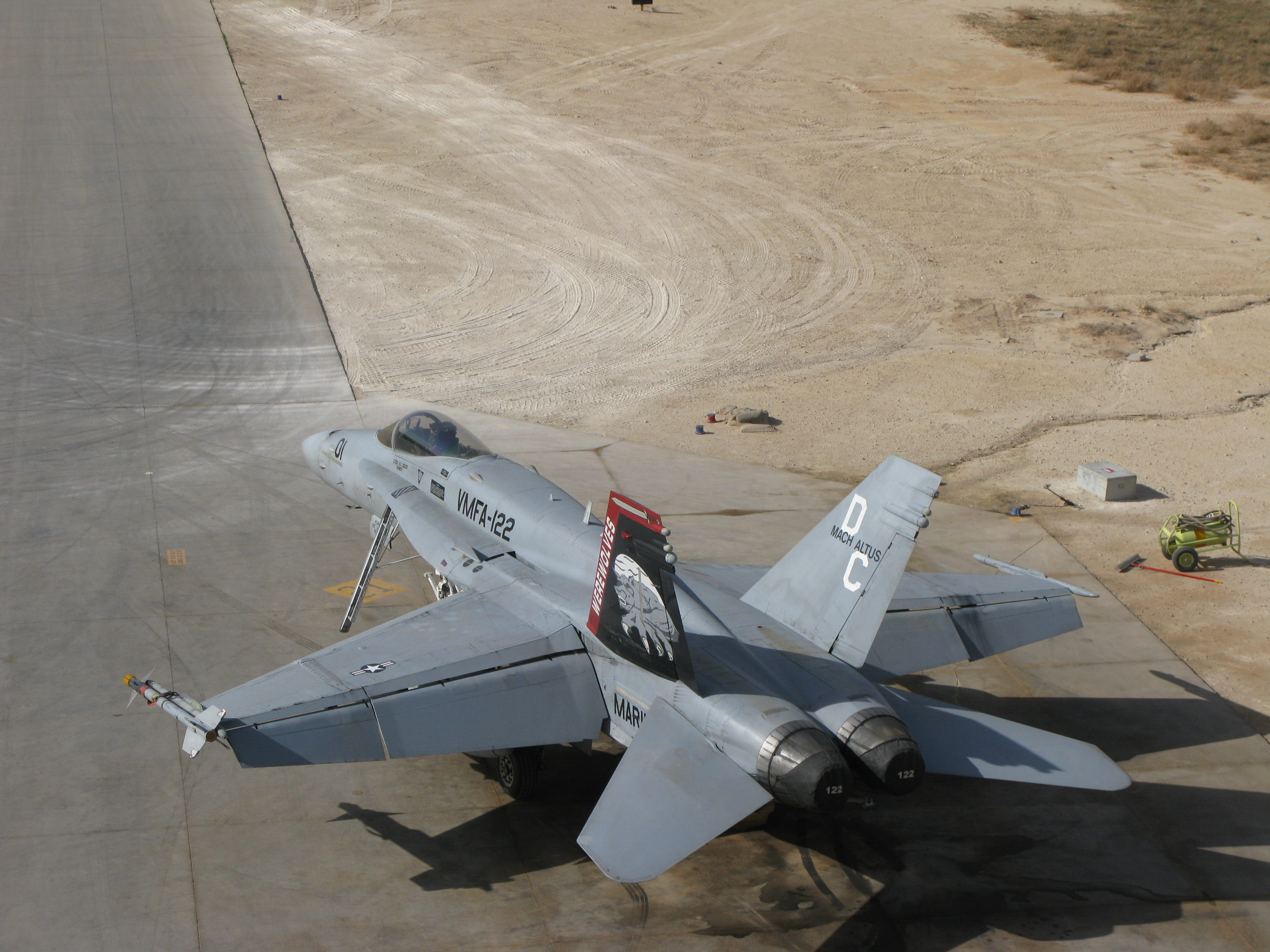
F/A-18C Hornet du VMFA-122 à Al-Asad en 2009

En octobre 2001, l'escadron a augmenté sa capacité de combat en passant au F/A-18C Hornet. L'escadron a participé au programme de déploiement d'unité (UDP), effectuant onze déploiements dans le Pacifique occidental. De juillet 2002 à juillet 2003, il a terminé un UDP d'un an en raison de l'ordre «stop-move» mis en œuvre par le Corps des Marines. Cela a permis aux escadrons Hornet du MCAS Beaufort de se déployer au Koweït en prévision de l'Opération Iraqi Freedom (OIF) en janvier 2003. De 2003 à 2007, Le VMFA-122 a été envoyé du MCAS Iwakuni à de nombreux endroits du Pacifique, y compris au Marine Corps Air Station Kaneohe Bay à Hawaï et à la Base aérienne Clark aux Philippines.
Avant un autre déploiement d'escadron à l'appui de l'OIF plus tard en 2008, le commandant de l'escadron a rendu l'unité à son ancien surnom de la Seconde Guerre mondiale, les "Wevewolves". L'escadron a commencé son premier déploiement de combat en plus de 30 ans lorsqu'il a quitté le MCAS Beaufort le 29 août 2010 pour l'aérodrome de Kandahar Air Field. En avril 2012, le nouveau commandant du VMFA-122, le lieutenant-colonel Wiegel, a décidé que l'escadron reviendrait au surnom de "Crusaders". Cependant, après que la Military Religious Freedom Foundation (en) a menacé de poursuivre l'armée en vertu de la clause d'établissement pour interdire le nom et le logo des croisés, le commandant adjoint de la marine pour l'aviation a ordonné au VMFA-122 de rétablir l'identification de l'unité en "Werewolves". En décembre 2016, le surnom et le logo de l'escadron ont de nouveau changé, et le VMFA-122 est devenu le "Flying Leathernecks".